# Таманское (Калининградская область)
Таманское (до 1946 — Шпринген (нем. Springen)) — посёлок в Гусевском городском округе Калининградской области. Входит в состав Кубановского сельского поселения.

## Население
| 1910 | 1933 | 1939 | 2002 | 2010 |
| ---- | ---- | ---- | ---- | ---- |
| 251  | ↘203 | ↗206 | ↘62  | ↘61  |

## История
До 1946 года назывался Шпринген.